# Tell Laura I Love Her
"Tell Laura I Love Her" é um single de Ray Peterson lançado em 1960 nos Estados Unidos pela RCA Victor, onde chegou à 7ª posição da Billboard Hot 100. A versão de Ricky Valance, lançada no mesmo ano, alcançou o 1° lugar da UK Singles Chart, permanecendo nesta colocação por três semanas.
Regravada por diversos artistas em vários idiomas diferentes, a composição foi sucesso em mais de quatorze países, vendendo mais de 7 milhões de cópias.

## Significado
"Tell Laura I Love Her" é a história trágica de um jovem chamado Tommy, desesperadamente apaixonado por uma garota chamada Laura. Apesar de ambos serem adolescentes, ele pretende casar-se com ela, inscrevendo-se então em um torneio automobilístico com a intenção de usar o prêmio para comprar um anel de noivado.
A segunda estrofe continua com a misteriosa narrativa de como o carro do rapaz capotou e pegou fogo, matando-o, com suas últimas palavras sendo "Tell Laura I love her...my love for her will never die" ("Diga a Laura que a amo... meu amor por ela nunca morrerá"). Na última estrofe, Laura reza em uma capela, onde um órgão é tocado e ela ouve a voz de Tommy exclamando o nome da canção mais uma vez, enquanto o volume da música vai desvanecendo-se aos poucos.